# Atrosalarias holomelas
Atrosalarias holomelas är en fiskart som först beskrevs av Günther 1872.  Atrosalarias holomelas ingår i släktet Atrosalarias och familjen Blenniidae. Inga underarter finns listade.